# アンドレア・コッス
アンドレア・コッス（Andrea Cossu, 1980年5月3日- ）は、イタリア・カリアリ出身の元サッカー選手。主にカリアリ・カルチョで活躍した。現役時代のポジションはMF。

## 経歴
主にエラス・ヴェローナでキャリアの序盤を過ごす。下部リーグのチームへのレンタルで経験を積んだ後、ヴェローナがセリエBに在籍していた2002-03シーズンにトップチームデビュー。2005年夏、故郷のカリアリ・カルチョに移籍し、初めてセリエAの舞台に立ったが、翌2006-07シーズンにはヴェローナに戻った。
2008-09シーズンは再び移籍したカリアリで司令塔として攻守に貢献し、10アシストを記録した。37節のインテル戦で得点を挙げ、強豪インテルを撃破する金星に貢献した。
視野の広さとパス精度の高さが持ち味の司令塔で2008-09シーズンから2010-11シーズンまで3年連続でリーグ戦で10アシスト以上を記録。
2010-11シーズンには13アシストを記録して、セリエAのアシスト王に輝いた。
2017年5月11日、クラブ会長のTommaso Giuliniは、2017-18シーズンにコッスがカリアリに戻ることを発表し､同クラブで3回目のデビューを果たすこととなった。
2017年8月28日、247試合目となった最後の公式戦では、ACミランに2対1で敗北した。 
2018年8月8日、アトレティコ・マドリードとの親善試合に出場、試合の7分目に交代で出場し、試合終了後に選手として正式に引退を表明した。

## 代表
2010年3月、マルチェロ・リッピ代表監督に認められ、親善試合のカメルーン戦メンバーとしてA代表に初選出され、同試合で初出場を記録。南アフリカワールドカップの代表候補メンバー28名にも選ばれたが、最終登録メンバー23名には入れなかった。